# Thomas Kuchel
Thomas Henry Kuchel (Anaheim, 5 de agosto de 1910 – Beverly Hills, 21 de novembro de 1994) foi um advogado e político norte-americano. Membro do Partido Republicano, ocupou o cargo de Senador pela Califórnia de 1953 até 1969.
Natural do Condado de Orange, era filho de Henry Kuchel, um editor de jornal, e Letitia Bailey. Quando era criança, estudou em escolas públicas. Em seguida estudou na Escola Secundária Anaheim, onde se juntou à equipe de debates. Certa vez ganhou um debate contra Richard Nixon, que mais tarde se tornou seu rival intrapartidário. Em 1932, graduou-se pela Universidade do Sul da Califórnia e posteriormente pela Faculdade de Direito desta mesma instituição.
Kuchel serviu na Assembleia do Estado da Califórnia de 1937 a 1941, no Senado do Estado de 1941 a 1945, e como Controlador da Califórnia de 1946 a 1953. Durante a Segunda Guerra Mundial, foi um tenente comandante nas reservas navais dos EUA. Em 1953, foi nomeado para o Senado pelo Governador Earl Warren para preencher a vaga criada pela renúncia de Nixon, eleito Vice-Presidente. Kuchel foi eleito para o restante do mandato de Nixon em 1954 e elegeu-se para mandatos completos de seis anos em 1956 e 1962. No Senado, foi um republicano moderado e exerceu a Liderança da Minoria.
Em 1968, foi derrotado na primária republicana para o Senado pelo conservador Max Rafferty, que em seguida foi derrotado pelo democrata Alan Cranston. Kuchel então voltou a exercer a advocacia na Califórnia até sua aposentadoria em 1981. Em novembro de 1994, morreu aos 84 anos de idade, vitimado por um câncer de pulmão.